# あなたに天使が見える時
「あなたに天使が見える時」（あなたにてんしがみえるとき）は、1991年3月21日にリリースされた酒井法子の17枚目のシングルである。

## 売上
週間オリコンチャートにおいては12位を記録（4.0万枚）。登場週数は4週。

## 収録曲
- 全曲作詞：森雪之丞/作編曲：土橋安騎夫

1. あなたに天使が見える時
2. レイン・レイン

## 収録アルバム
- マジカル・モンタージュ・カムパニー
- Singles〜NORIKO BEST〜 II
- The Best Exhibition 酒井法子30thアニバーサリーベストアルバム
- NORIKO BOX 30th Anniversary Mammoth Edition
- Premium Best